# 金山卫城侵华日军杀人塘
30°43′39″N 121°18′58″E / 30.72752°N 121.31605°E
金山卫城侵华日军杀人塘，位于中华人民共和国上海市金山区金山卫镇老卫清路与古城路交叉口东北200米处。

## 沿革
1937年11月5日，侵华日军登陆金山卫后，数日内在该处残杀50多位农民。此处原为一个大旱塘，当时被杀害的民众被埋于此塘。1964年，该塘填为耕田。为纪念此事，1966年金山卫人民公社在此立碑。1984年3月19日，上海市文物管理委员会公布其为日本帝国主义侵略上海遗址纪地点。2014年4月4日被调整为市级文物保护单位。